# روملی حصار

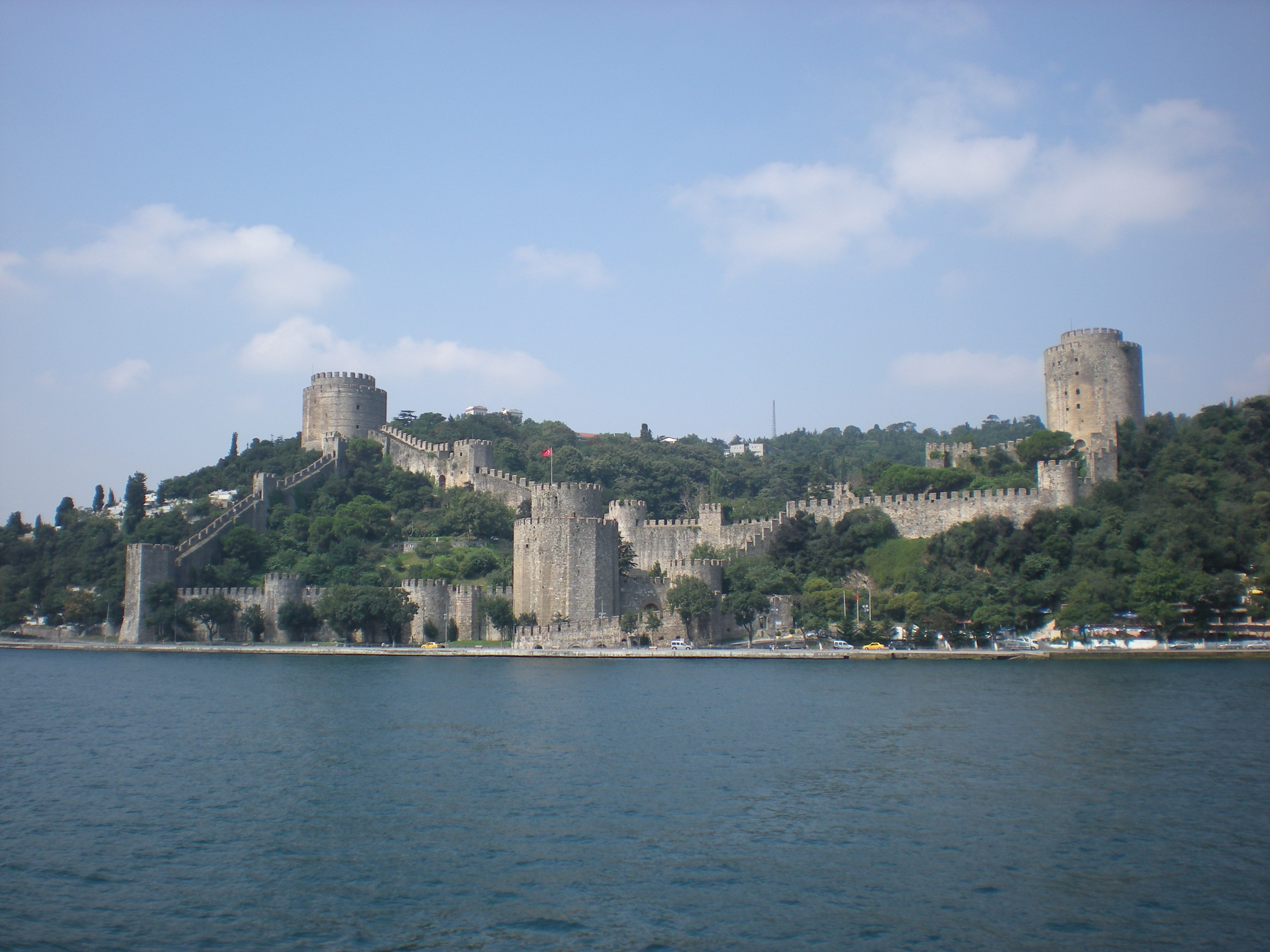
قلعهٔ روملی حصار

قلعهٔ روملی حصار در تنگهٔ بسفر در ساحل «روملی» در شهر استانبول واقع شده است، و یکی از قلعه‌های مشهور کشور ترکیه است. این بنای بسیار بزرگ به شکل مستطیل در سال (۸۵۶ ه‍.ق – ۱۴۵۲ م) توسط سلطان محمد فاتح ساخته شده است.

## مشخصات
ارتفاع دیوار قلعه در حدود ۸۲ متر است،
قلعه از موقعیت راهبردی برخوردار است، و برای راهیابی در فتح قسطنطنیه ساخته شده بود. «قلعهٔ مهیب روملی» دارای مخزن سلاح، اتاق استقبال، مسجد، زندان، بوابات متعدد و مرافق مختلف است.

## سقوط کنستانتینوپل (قسطنطنیه)
در سال ۱۴۵۳ میلادی، ترک‌های عثمانی که تازه قدرت یافته بودند و تصمیم به تأسیس امپراتوری عثمانی داشتند به طرف کنستانتینوپل به حرکت درآمدند. سلطان عثمانی، سلطان محمد فاتح، می‌خواست به این تنها سنگر مقاومت در برابر فرمانروایی ترک‌ها، خاتمه دهد. امپراتور بیزانس، کنستانتین یازدهم بود که در سال ۱۴۴۹ بر تخت نشست. ترک‌ها برای بیش از یک ماه، شهر را با پیاده‌نظام، توپ‌ها و کشتی‌ها محاصره کردند. سرانجام، در ۲۹ مهٔ سال ۱۴۵۳، سلطان محمد فاتح حمله‌ای همه‌جانبه را آغاز کرد و ترک‌ها از سه طرف به شهر حمله کردند. نبرد ساعت‌ها به شدت ادامه یافت اما سرانجام، ترک‌ها آن قدر نردبان آوردند که از دیوارهای شهر بالا بروند و به اندازهٔ کافی سرباز وارد شهر کردند که اوضاع را به نفع خود تغییر دهند. هزاران نفر، از جمله کنستانتین یازدهم، در این نبرد کشته شدند. شهر کنستانتینوپل پس از تصرف توسط نیروهای عثمانی استانبول (قرائت سنتی ترکی: اسلامبول یا استامبول) یعنی شهر اسلام خوانده شد.

## نگاره

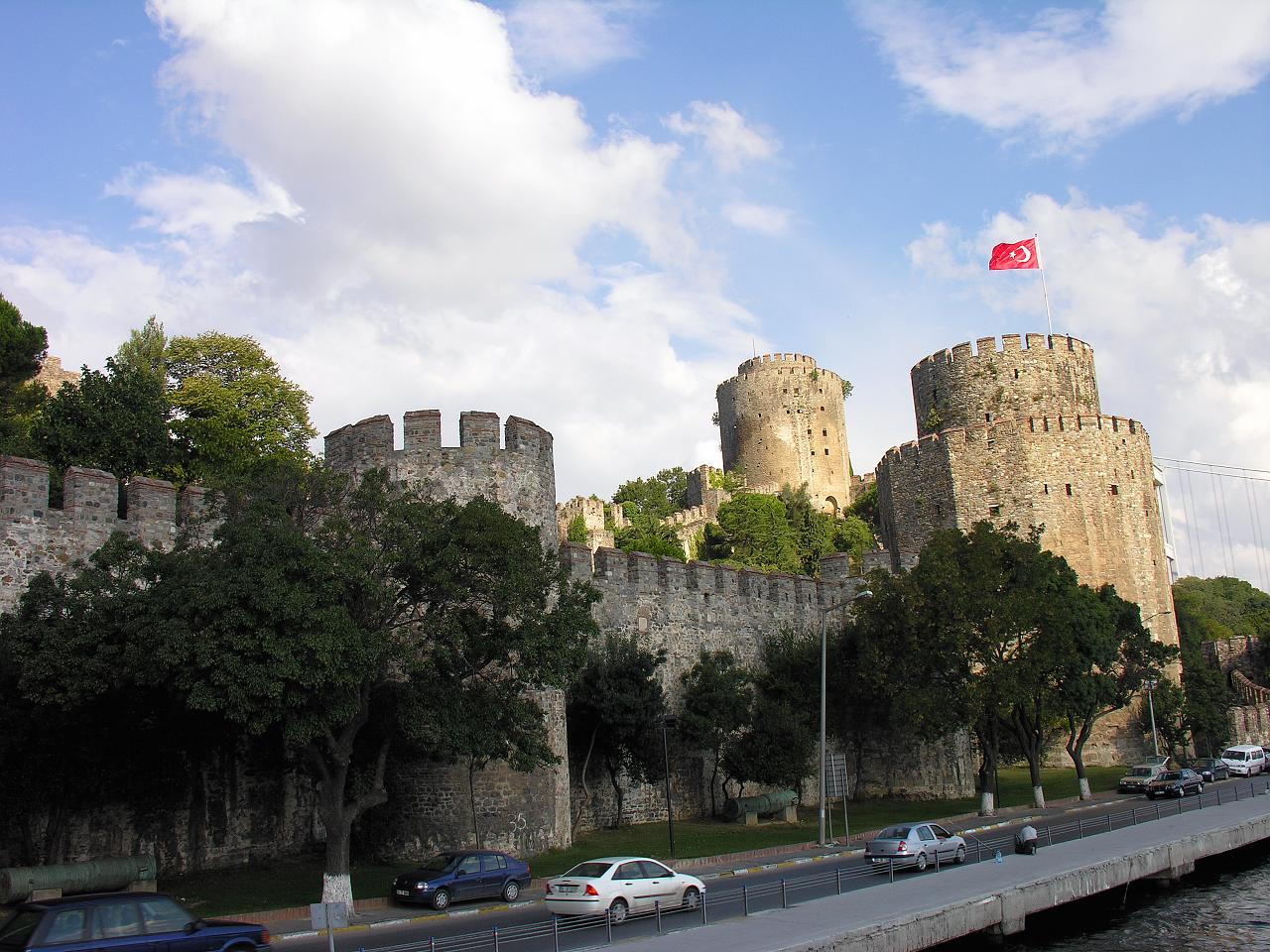
قلعهٔ روملی حصار
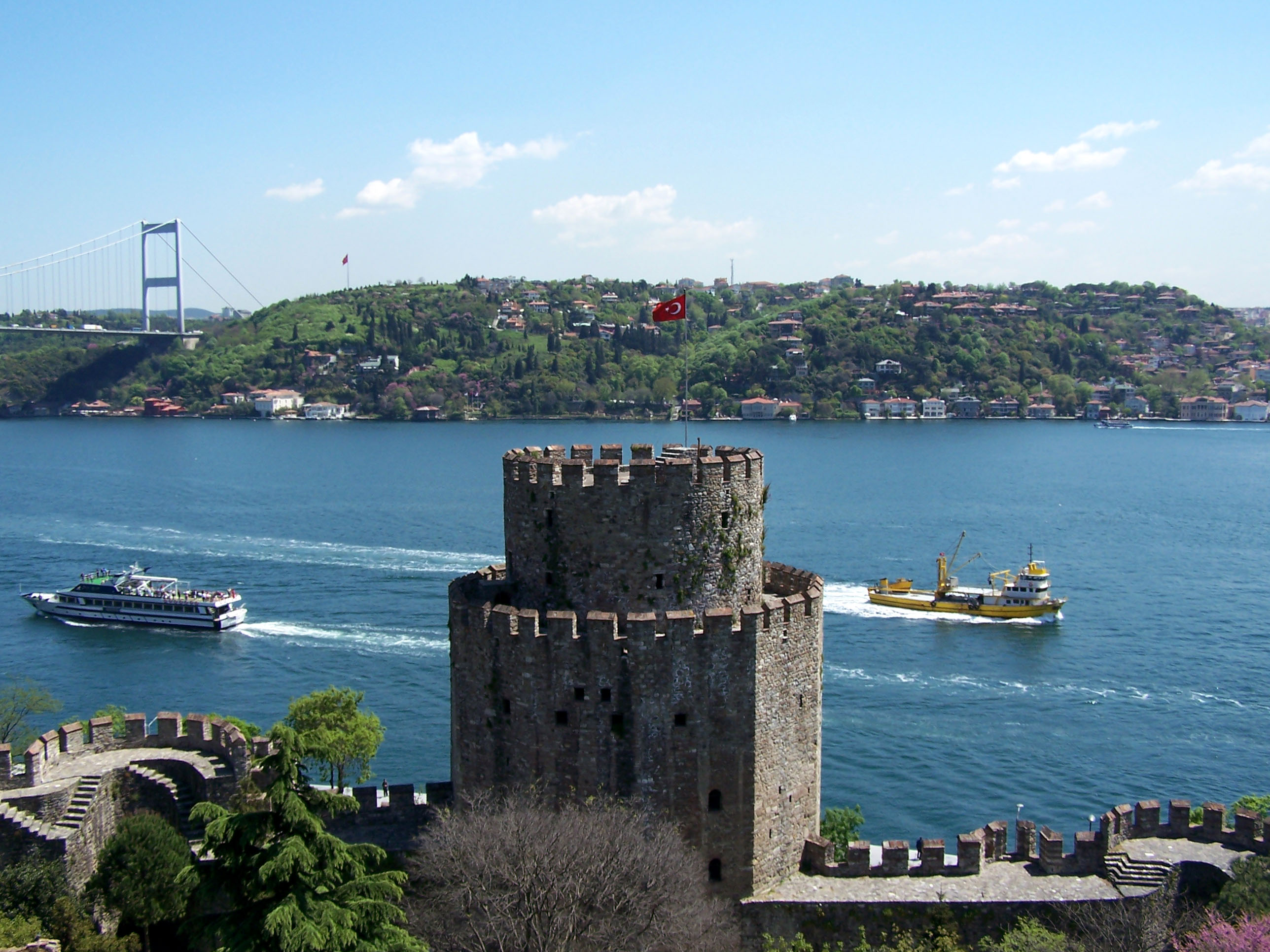
قلعهٔ روملی حصار
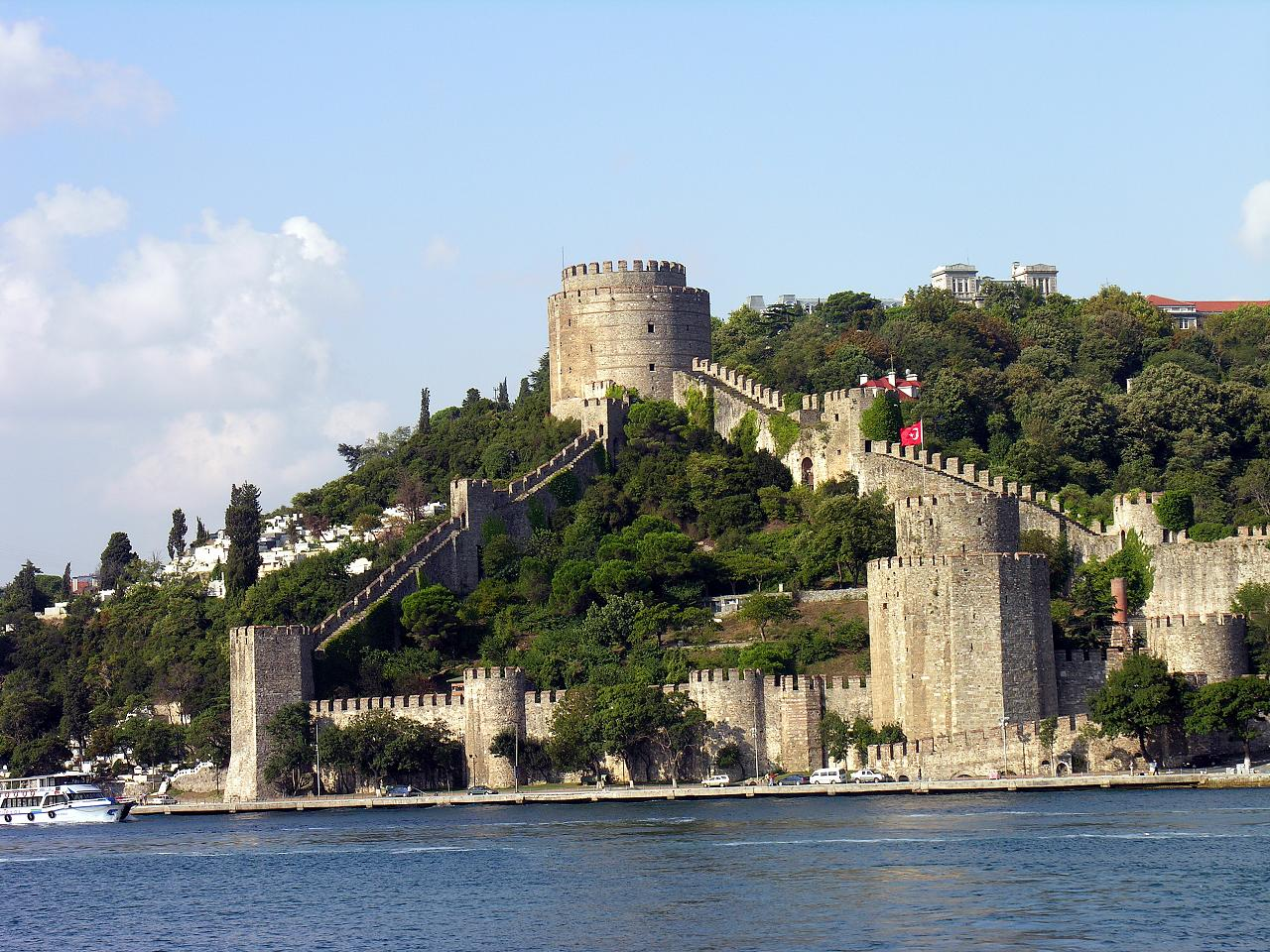
قلعهٔ روملی حصار
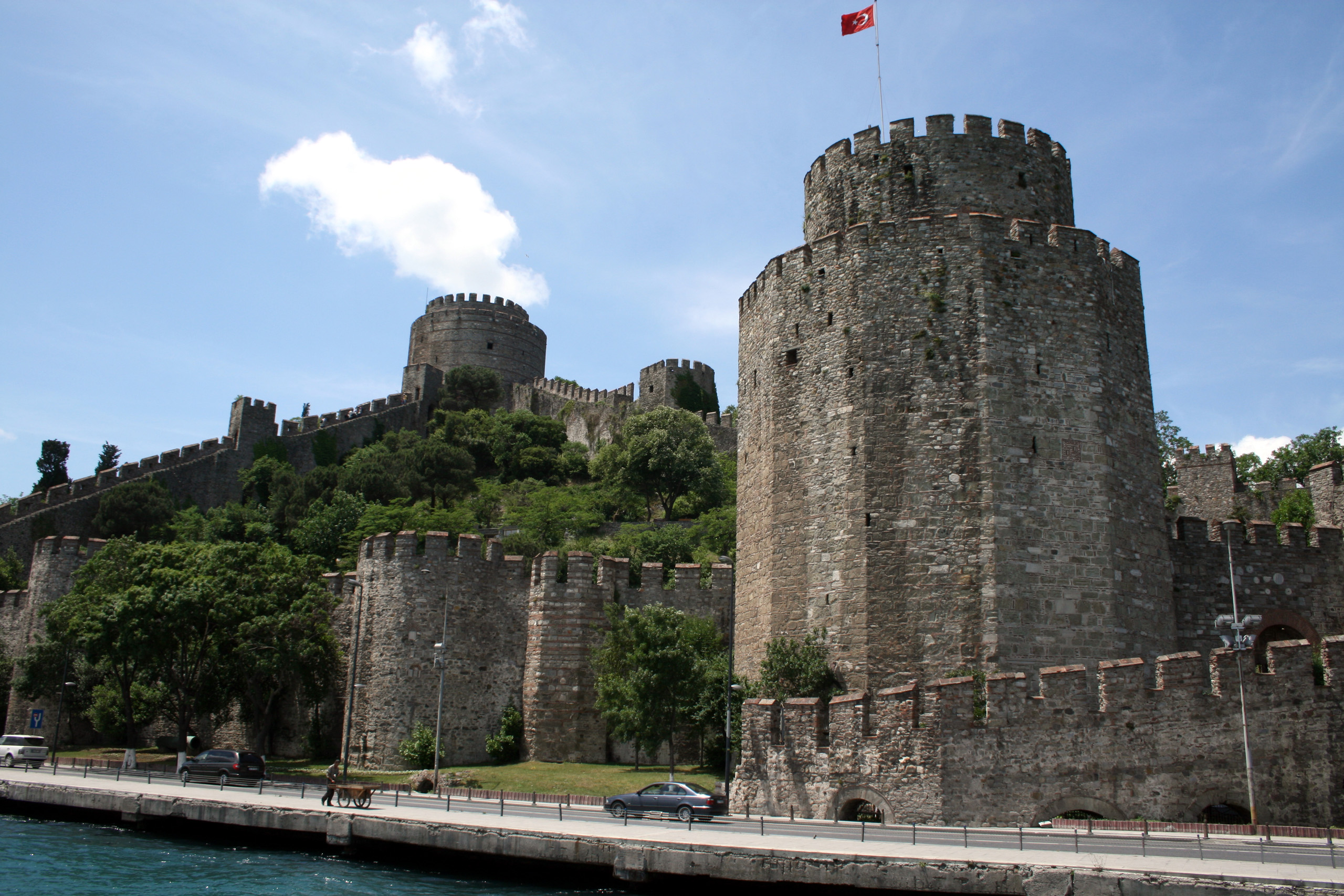
قلعهٔ روملی حصار
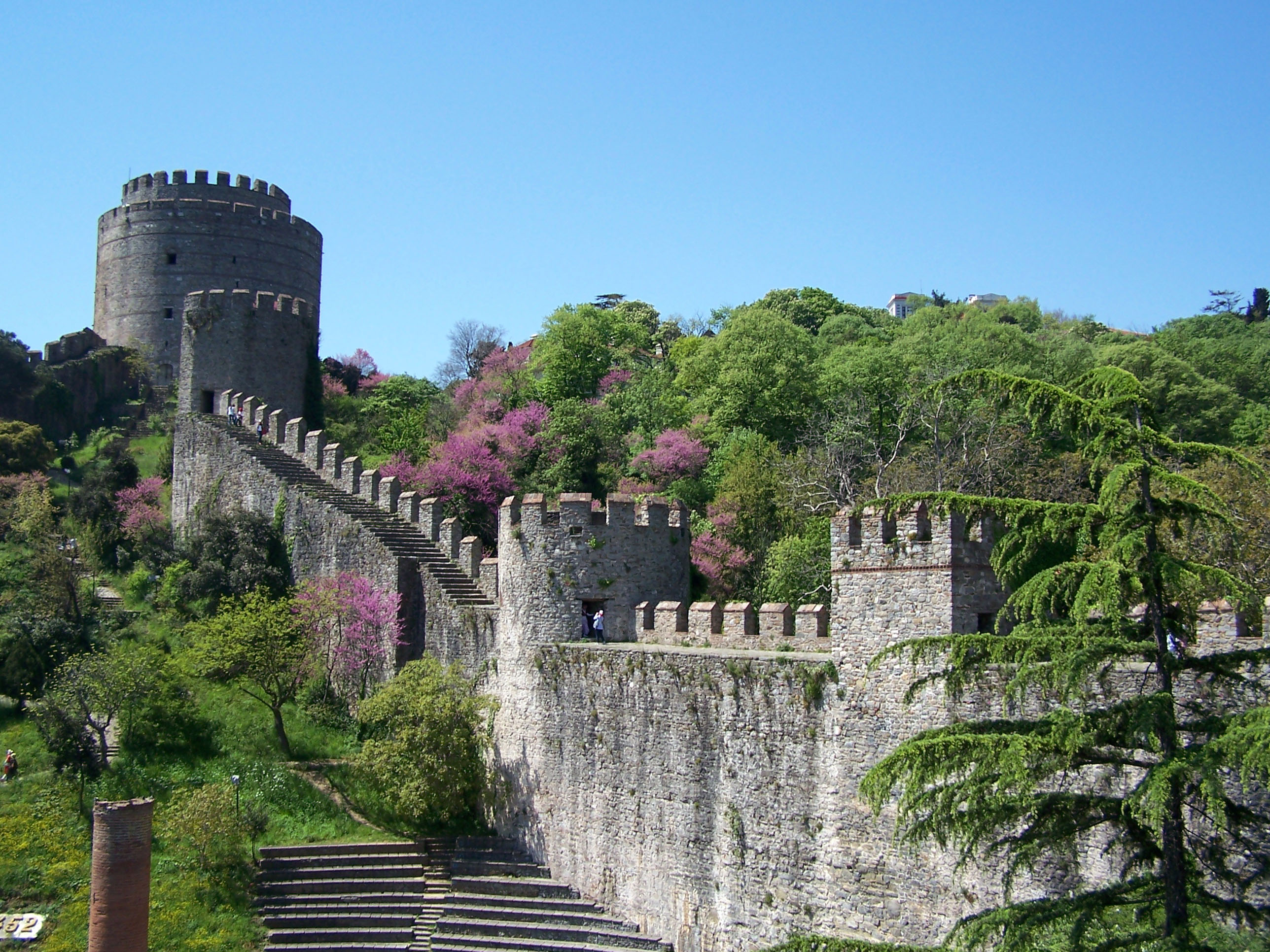
قلعهٔ روملی حصار
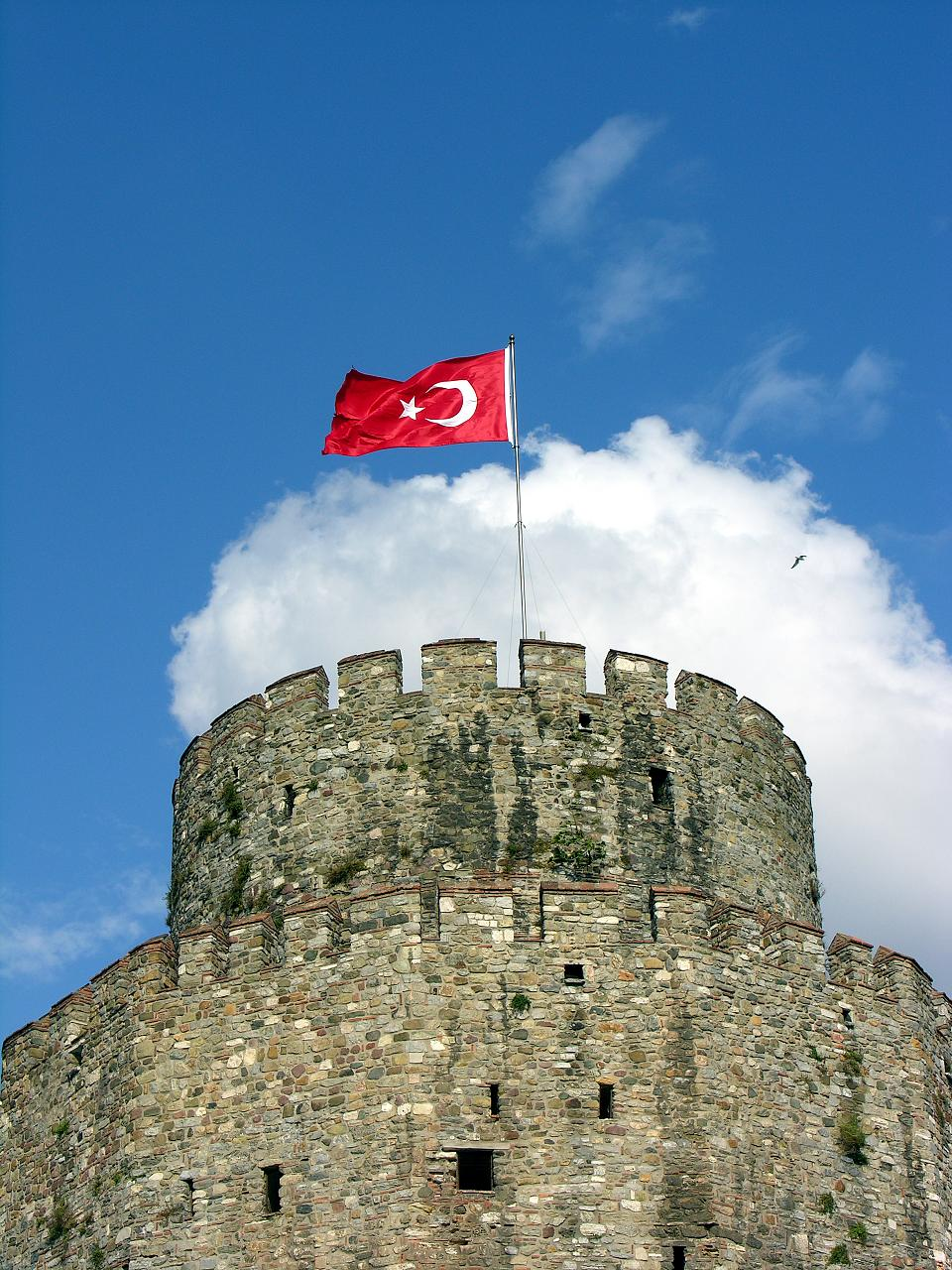
قلعهٔ روملی حصار